# Utricularia spiralis
Utricularia spiralis este o specie de plante carnivore din genul Utricularia, familia Lentibulariaceae, ordinul Lamiales, descrisă de James Edward Smith. Conform Catalogue of Life specia Utricularia spiralis nu are subspecii cunoscute.